# 游水母科
游水母科（学名：Pelagiidae）為旗口水母目的一科动物。

## 属
- 黄金水母属 Chrysaora：14个物种。
- Mawia： Mawia benovici
- Pelagia： 夜光游水母Pelagia noctiluca
- 沙水母属 Sanderia：2个物种